# Xun Fangying
Fangying Xun (cinese 荀芳颖S Xún Fāngyǐng; 14 gennaio 1995) è una tennista cinese.

## Carriera
Xun Fangying ha vinto 7 titoli nel singolare e 9 titoli nel doppio nel circuito ITF in carriera. Ha raggiunto la sua migliore posizione nel singolare WTA, nr 167, il 24 febbraio 2020. Mentre l'8 aprile 2019 ha raggiunto il miglior piazzamento mondiale nel doppio, nr 176.

## Statistiche ITF

### Singolare

#### Vittorie (7)
| Torneo $100.000 (0) |
| Torneo $80.000 (0)  |
| Torneo $75.000 (0)  |
| Torneo $60.000 (1)  |
| Torneo $50.000 (0)  |
| Torneo $40.000 (0)  |
| Torneo $25.000 (0)  |
| Torneo $15.000 (2)  |
| Torneo $10.000 (4)  |

| N. | Data             | Torneo                                                | Superficie  | Avversaria in finale | Punteggio        |
| 1. | 24 febbraio 2014 | Chang ITF Thailand Pro Circuit Nonthaburi, Nonthaburi | Cemento     | Yuuki Tanaka         | 7–6(2), 6–2      |
| 2. | 5 maggio 2014    | Chang ITF Thailand Pro Circuit Bangkok, Bangkok       | Cemento     | Emma Flood           | 6-3, 6-4         |
| 3. | 19 giugno 2016   | ITF Women's Circuit Anning, Anning                    | Terra rossa | Kang Jiaqi           | 6-3, 6-1         |
| 4. | 19 febbraio 2017 | ITF Women's Circuit Nanjing, Nanchino                 | Cemento     | Ayaka Okuno          | 6-4, 6-4         |
| 5. | 25 marzo 2018    | ITF Women's Circuit Nanjing, Nanchino                 | Cemento     | Ye Qiuyu             | 3–6, 6–3, [10–5] |
| 6. | 1º aprile 2018   | ITF Women's Circuit Nanjing, Nanchino                 | Cemento     | Han Xinyun           | 6-4, 6-3         |
| 7. | 23 febbraio 2020 | All Japan Indoor Tennis Championships, Kyoto          | Cemento (i) | Indy de Vroome       | 3-6, 6-3, 7-6(6) |

### Doppio

#### Vittorie (9)
| Torneo $100.000 (0) |
| Torneo $80.000 (0)  |
| Torneo $75.000 (0)  |
| Torneo $60.000 (1)  |
| Torneo $50.000 (1)  |
| Torneo $40.000 (0)  |
| Torneo $25.000 (3)  |
| Torneo $15.000 (3)  |
| Torneo $10.000 (1)  |

| N. | Data             | Torneo                                          | Superficie | Compagna       | Avversarie in finale                | Punteggio           |
| 1. | 10 agosto 2015   | ITF Gimcheon Women's Circuit, Gimcheon          | Cemento    | Cao Siqi       | Han Sung-hee Makoto Ninomiya        | 7–6(2), 6–4         |
| 2. | 16 maggio 2016   | Biyuan Zhengzhou Women's Tennis Open, Zhengzhou | Cemento    | You Xiaodi     | Akgul Amanmuradova Michaela Hončová | 1–6, 6–2, [10–7]    |
| 3. | 14 luglio 2017   | ITF Women's Circuit Naiman, Bandiera di Naiman  | Cemento    | Gao Xinyu      | Lu Jingjing You Xiaodi              | 6(5)–7, 6–4, [10–8] |
| 4. | 18 agosto 2018   | ITF Women's Circuit Guiyang, Guiyang            | Cemento    | Kang Jiaqi     | Chen Jiahui Yuan Yue                | 3–6, 7–5, [10–6]    |
| 5. | 16 marzo 2019    | Pingshan Open, Shenzhen                         | Cemento    | Liang En-shuo  | Hiroko Kuwata Sabina Sharipova      | 6-4, 6-1            |
| 6. | 2 giugno 2019    | Luzhou Open, Luzhou                             | Cemento    | Feng Shuo      | Guo Hanyu Ye Qiuyu                  | 6-3, 6-1            |
| 7. | 30 aprile 2022   | ITF Women's Asia/Oceania, Chiang Rai            | Cemento    | Gao Xinyu      | Maggie Ng Wu Ho-ching               | 6-3, 7-6(4)         |
| 8. | 9 settembre 2023 | Shanhua Cup, Shenzhen                           | Cemento    | Zheng Wushuang | Lin Fang-an Yuan Chengyiyi          | 7–5, 6–4            |
| 9. | 6 luglio 2024    | Tianjin Women's, Tientsin                       | Cemento    | Huang Yujia    | Aitiyaguli Aixirefu Wang Jiaqi      | 6-0, 6-1            |